# 그랜드 부다개스트
《그랜드 부다개스트》는 JTBC2에서 방송됐던 텔레비전 프로그램이다.

## 방송 개요
반려동물 1000만 시대! 그러나 한 해에 버려지는 유기견만 약 10만 마리... 이런 아이러니한 현실 속에 특별한 호텔이 문을 연다!

## 방송 시간
| 방송 채널 | 방송 기간                       | 방송 시간          | 비고 |
| JTBC2     |                                 |                    |      |
| --------- | ------------------------------- | ------------------ | ---- |
| JTBC2     | 2019년 6월 3일 ~ 2019년 8월 5일 | 월요일 밤 8시 00분 |      |

## 출연자

### 고정 멤버
- 안정환
- 토니안
- 유재환
- 레나

### 게스트
- 노유민 (5회)
- 강승윤, 이승훈 (6회)
- 리키, 니엘 (7회)